# Coppa d'Asia 2014 (calcio femminile)
La Coppa d'Asia femminile 2014, nota anche come 2014 AFC Women's Asian Cup, è stata la diciottesima edizione della massima competizione asiatica di calcio femminile, organizzata con cadenza quadriennale dalla Asian Football Confederation (AFC). Il torneo, che nella sua fase finale ha visto confrontarsi otto nazionali, si è disputato in Vietnam dal 14 al 26 maggio 2014.
Il torneo ha avuto valenza anche di qualificazione al campionato mondiale di Canada 2015. Le prime cinque classificate si sono qualificate direttamente, ovvero le quattro semifinaliste e la vincitrice dello spareggio tra le terze classificate nei due gironi.
Il torneo è stato vinto per la prima volta dal Giappone, campione del mondo in carica, che in finale ha superato le campionesse asiatiche in carica dell'Australia per 1-0.

## Qualificazioni
Al torneo sono ammesse direttamente senza passare attraverso le qualificazioni le prime quattro squadre dell'edizione 2010, rispettivamente Australia, Giappone, Cina e Corea del Sud. Le restanti quattro squadre sono ammesse attraverso le qualificazioni, che si sono svolte dal 21 maggio al 9 giugno 2013. Le 16 squadre partecipanti alle qualificazioni sono state sorteggiate in quattro gironi da 4 squadre. Le prime qualificate nei quattro gironi sono state ammesse alla fase finale del torneo.
La Corea del Nord è stata esclusa del torneo a causa dello scandalo doping nel Campionato mondiale femminile di calcio 2011. I padroni di casa del Vietnam hanno dovuto giocare il turno di qualificazione; in caso di mancata qualificazione, sarebbe stata scelta un'altra nazione come organizzatrice del torneo.

## Squadre partecipanti
| Pr. | Squadra       | Data di qualificazione certa | Partecipante in quanto                            | Ultima presenza |
| --- | ------------- | ---------------------------- | ------------------------------------------------- | --------------- |
| 1   | Australia     | 21 maggio 2010               | Campione dell'edizione 2010                       | Cina 2010       |
| 2   | Giappone      | 22 maggio 2010               | Terza nell'edizione 2010                          | Cina 2010       |
| 3   | Cina          | 23 maggio 2010               | Quarta nell'edizione 2010                         | Cina 2010       |
| 4   | Corea del Sud | 20 gennaio 2010              | Quinta nell'edizione 2010                         | Cina 2010       |
| 5   | Birmania      | 25 maggio 2013               | Prima classificata nel girone D di qualificazione | Cina 2010       |
| 6   | Thailandia    | 25 maggio 2013               | Prima classificata nel girone B di qualificazione | Cina 2010       |
| 7   | Vietnam       | 26 maggio 2013               | Prima classificata nel girone C di qualificazione | Cina 2010       |
| 8   | Giordania     | 9 giugno 2013                | Prima classificata nel girone A di qualificazione | Debutto         |

## Fase a gruppi

### Gruppo A

#### Classifica
| Pos. | Squadra   | Pt | G | V | N | P | GF | GS | DR  |
| ---- | --------- | -- | - | - | - | - | -- | -- | --- |
| 1.   | Giappone  | 7  | 3 | 2 | 1 | 0 | 13 | 2  | +11 |
| 2.   | Australia | 7  | 3 | 2 | 1 | 0 | 7  | 3  | +4  |
| 3.   | Vietnam   | 3  | 3 | 1 | 0 | 2 | 3  | 7  | -4  |
| 4.   | Giordania | 0  | 3 | 0 | 0 | 3 | 2  | 13 | -11 |

#### Risultati
| Arbitro: | Pannipar Kamnueng |

|                               |           |            |
| Muôn 18’ Thanh Hương 36’, 84’ | Marcatori | 34’ Jbarah |

| Arbitro: | Qin Liang |

|                        |           |                                  |
| Foord 21’ De Vanna 64’ | Marcatori | 71’ (aut.) Polkinghorne 84’Ōgimi |

| Arbitro: | Ri Hyang-ok |

|              |           |                         |
| Al-Naber 70’ | Marcatori | 35’, 50’ Gill 66’ Gorry |

| Arbitro: | Abirami Apbai Naidu |

|                                       |           |  |
| Kawasumi 44’, 87’ Kiryū 65’ Ōgimi 69’ | Marcatori |  |

| Arbitro: | Pannipar Kamnueng |

|  |           |                             |
|  | Marcatori | 42’ (aut.) Thương 90’ Gorry |

| Arbitro: | Abirami Apbai Naidu |

|                                                                             |           |  |
| Kira 25’, 90+3’ Nakajima 45+1’, 75’ Sakaguchi 49’, 81’ Al-Hyasat 69’ (aut.) | Marcatori |  |

### Gruppo B

#### Classifica
| Pos. | Squadra       | Pt | G | V | N | P | GF | GS | DR  |
| ---- | ------------- | -- | - | - | - | - | -- | -- | --- |
| 1.   | Corea del Sud | 7  | 3 | 2 | 1 | 0 | 16 | 0  | +16 |
| 2.   | Cina          | 7  | 3 | 2 | 1 | 0 | 10 | 0  | +10 |
| 3.   | Thailandia    | 3  | 3 | 1 | 0 | 2 | 2  | 12 | -10 |
| 4.   | Birmania      | 0  | 3 | 0 | 0 | 3 | 1  | 17 | -16 |

#### Risultati
| Arbitro: | Casey Reibelt |

| |           |  |
| Ji So-yun 4’ Park Eun-sun 17’ (rig.), 43’ Park Hee-young 33’ Jeon Ga-eul 36’, 40’ (rig.), 63’ Cho So-hyun 45+3’, 61’, 82’ Kwon Hah-nul 58’ Yeo Min-ji 76’ | Marcatori |  |

| Arbitro: | Rita Gani |

|                                                                     |           |  |
| Li Dongna 6’ Li Ying 8’ Yang Li 16’, 45+1’, 64’, 90+1’ Xu Yanlu 75’ | Marcatori |  |

| Arbitro: | Sachiko Yamagishi |

|  |           |                                          |
|  | Marcatori | 10’ Ren Guixin 60’ Ma Xiaoxu 87’ Yang Li |

| Arbitro: | Công Thị Dung |

|  |           |                                          |
|  | Marcatori | 11’ Ji So-yun 12’, 47’, 84’ Park Eun-sun |

| Ho Chi Minh 19 maggio 2014, ore 19:15 EEST | Corea del Sud | 0 – 0 | Cina | Thống Nhất Stadium (350 spett.)\| Arbitro: \| Casey Reibelt \| |
| Arbitro:                                   | Casey Reibelt |       |      |                                                                |

| Arbitro: | Rita Gani |

|                                     |           |                  |
| Sung-Ngoen 27’ (rig.) Duangnapa 59’ | Marcatori | 45+1’ Yee Yee Oo |

## Fase a eliminazione diretta

### Tabellone
|  | Semifinali | Semifinali     | Semifinali |           |          | Finale          | Finale          | Finale          |  |
|  |            |                |            |           |          |                 |                 |                 |  |
|  | 1A         | Giappone (dts) | 2          |           |          |                 |                 |                 |  |
|  | 1A         | Giappone (dts) | 2          |           |          |                 |                 |                 |  |
|  | 2B         | Cina           | 1          |           |          |                 |                 |                 |  |
|  | 2B         | Cina           | 1          |           | Giappone | Giappone        | 1               |                 |  |
|  |            |                |            |           | Giappone | Giappone        | 1               |                 |  |
|  |            |                | Australia  | Australia | 0        |                 |                 |                 |  |
|  | 1B         | Corea del Sud  | Australia  | Australia | 0        | 1               |                 |                 |  |
|  | 1B         | Corea del Sud  |            |           |          | 1               |                 |                 |  |
|  | 2A         | Australia      | 2          |           |          | Finale 3º posto | Finale 3º posto | Finale 3º posto |  |
|  | 2A         | Australia      | 2          |           |          |                 |                 |                 |  |
|  |            |                |            |           |          |                 |                 |                 |  |
|  |            |                |            |           |          | Cina            | Cina            | 2               |  |
|  |            |                |            |           |          | Cina            | Cina            | 2               |  |
|  |            |                |            |           |          | Corea del Sud   | Corea del Sud   | 1               |  |

### Finale quinto posto
La vincente dello spareggio tra le terze classificate nei due gironi viene ammessa al campionato mondiale femminile di calcio 2015.
| Arbitro: | Sachiko Yamagishi |

|                |           |                     |
| Tuyết Dung 86’ | Marcatori | 48’, 65’ Sung-Ngoen |

### Semifinali
| Arbitro: | Pannipar Kamnueng |

|                            |           |                      |
| Sawa 51’ Iwashimizu 120+2’ | Marcatori | 80’ (rig.) Li Dongna |

| Arbitro: | Rita Gani |

|                         |           |                              |
| Park Eun-sun 53’ (rig.) | Marcatori | 47’ Gorry 77’ Kellond-Knight |

### Finale terzo posto
| Arbitro: | Sachiko Yamagishi |

|                                      |           |                 |
| Park Eun-sun 3’ (aut.) Yang Li 90+3’ | Marcatori | 80’ Yoo Young-a |

### Finale
| Arbitro: | Qin Liang |

|                |           |  |
| Iwashimizu 28’ | Marcatori |  |

## Statistiche

### Classifica marcatrici
6 reti
- Yang Li
- Park Eun-sun (2 rig.)

3 reti
- Katrina Gorry
- Cho So-hyun

- Jeon Ga-eul (1 rig.)

- Kanjana Sungngoen (1 rig.)

2 reti
- Kate Gill
- Li Dongna (1 rig.)
- Azusa Iwashimizu
- Nahomi Kawasumi

- Chinatsu Kira
- Emi Nakajima
- Mizuho Sakaguchi

- Yūki Ōgimi
- Ji So-yun
- Lê Thu Thanh Hương

1 rete
- Lisa De Vanna
- Caitlin Foord
- Elise Kellond-Knight
- Li Ying
- Ma Xiaoxu
- Ren Guixin
- Xu Yanlu

- Nanase Kiryū
- Homare Sawa
- Stephanie Al-Naber
- Maysa Jbarah
- Kwon Hah-nul
- Park Hee-young

- Yeo Min-ji
- Yoo Young-a
- Yee Yee Oo
- Sritala Duangnapa
- Nguyễn Thị Muôn
- Nguyễn Thị Tuyết Dung

autoreti
- Clare Polkinghorne (1 pro Giappone)
- Enshirah Alhyasat (1 pro Giappone)

- Park Eun-sun (1 pro Cina)

- Lê Thị Thương (1 pro Australia)